# Дельта (проект)

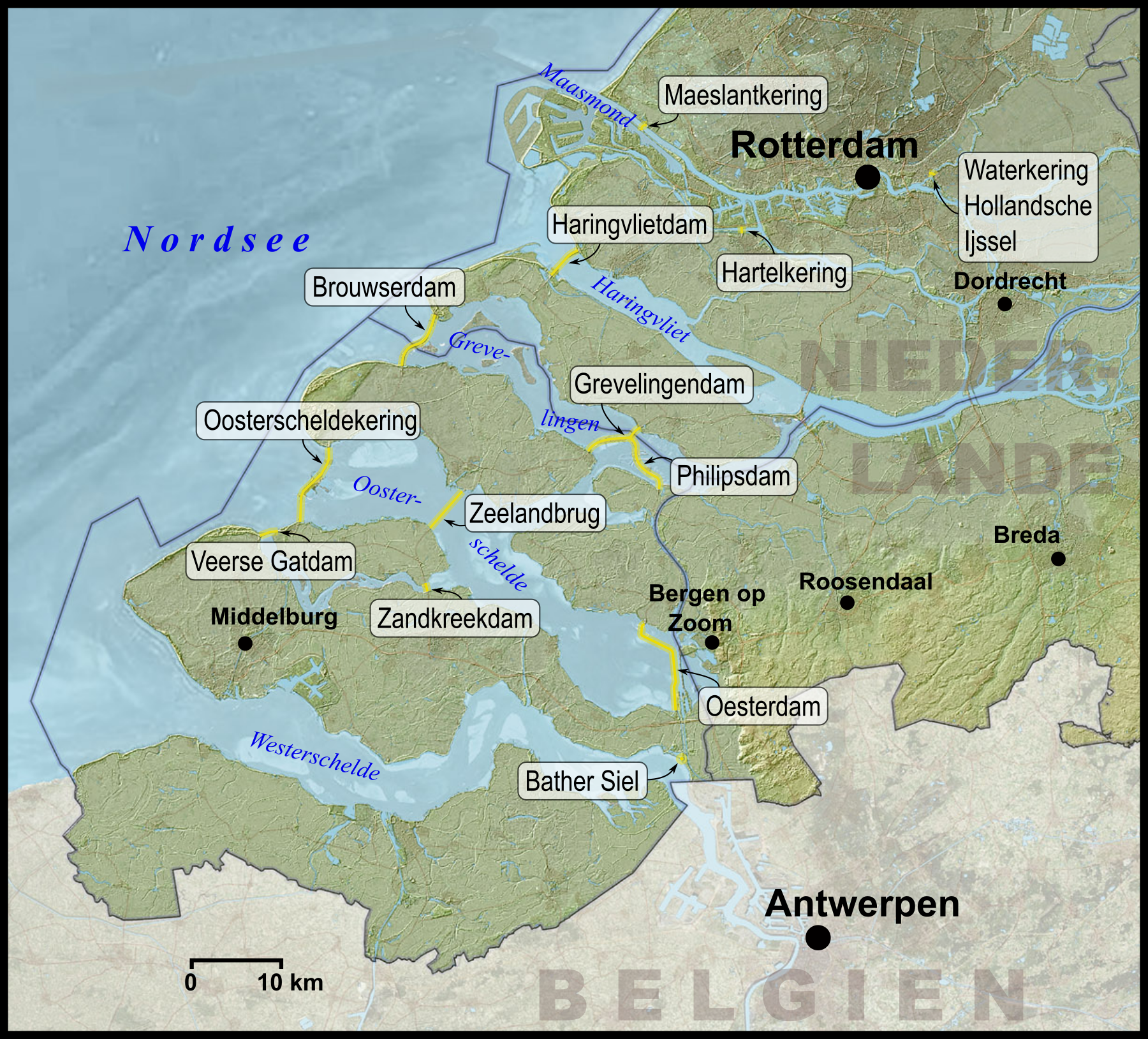
Карта дельты Рейна и проекта «Дельта». Синими отрезками отмечены защитные сооружения, кружками — города Роттердам и Антверпен

Проект «Дельта» (нидерл. Deltawerken) — проект по созданию защитных конструкций на юго-западе Нидерландов с целью защиты земель в дельте Рейна от наводнений. В ходе проекта, реализация которого длилась с 1950 по 1997 год, было создано несколько дамб, шлюзов и штормовых барьеров.
Проект является одним из крупнейших шагов, предпринятых нидерландцами в защите от наводнений. В 1994 году Американское общество гражданских инженеров (ASCE) внесло проект «Дельта» совместно с проектом «Зёйдерзее» в список Семи чудес света современного мира.

## История

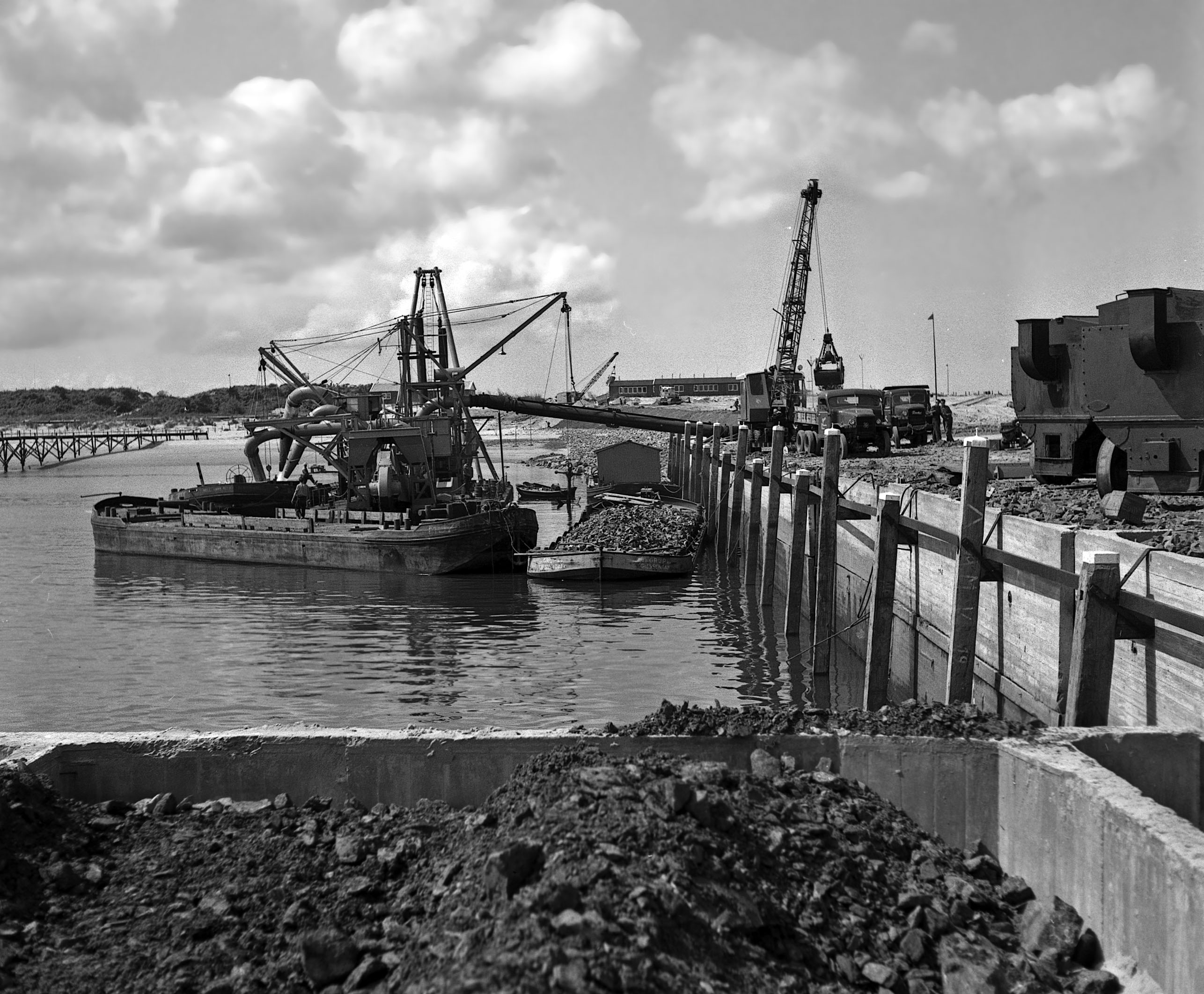
Работы недалеко от города Вере

За свою историю эстуарии рек Рейн, Маас и Шельда затоплялись множество раз. После постройки в 1933 году дамбы Афслёйтдейк, превратившей залив Зёйдерзее в озеро Эйсселмер, голландское правительство стало изучать возможность возведения защитных сооружений в дельте Рейна. Разработанный план заключался в уменьшении длины побережья и превращении эстуариев в пресноводные озёра.
Разразившаяся Вторая мировая война задержала выполнение задумки, но уже в 1950 году были закрыты два небольших залива: Брилсегат рядом с Брилле и Ботлек рядом с Влардингеном. После наводнения в 1953 году была создана комиссия по изучению причин и поиску средств по предотвращению подобных катастроф. Она пересмотрела старые планы и создала новый, названный «Deltaplan», в соответствии с которым устья Восточная Шельда, Харингвлит и Гревелинген закрывались дамбами, что уменьшало длину береговой линии на 640 км. Эстуарии Ньиве-Ватервег и Западная Шельда интенсивно используются для судоходного сообщения с портами Роттердама и Антверпена, поэтому их было решено оставить открытыми. Дамбы по берегам этих проток были усилены.

### Изменения в плане, сделанные в ходе выполнения работ
По ходу выполнения работ под давлением общественности в план было внесено несколько изменений. В рукаве Ньиве-Ватервег укрепление берегов и сопутствующее расширение дамб осложнялось необходимостью сноса многих исторических зданий. Данная проблема была решена лишь частичным укреплением дамб в сочетании с постройкой штормового барьера Масланткеринг.

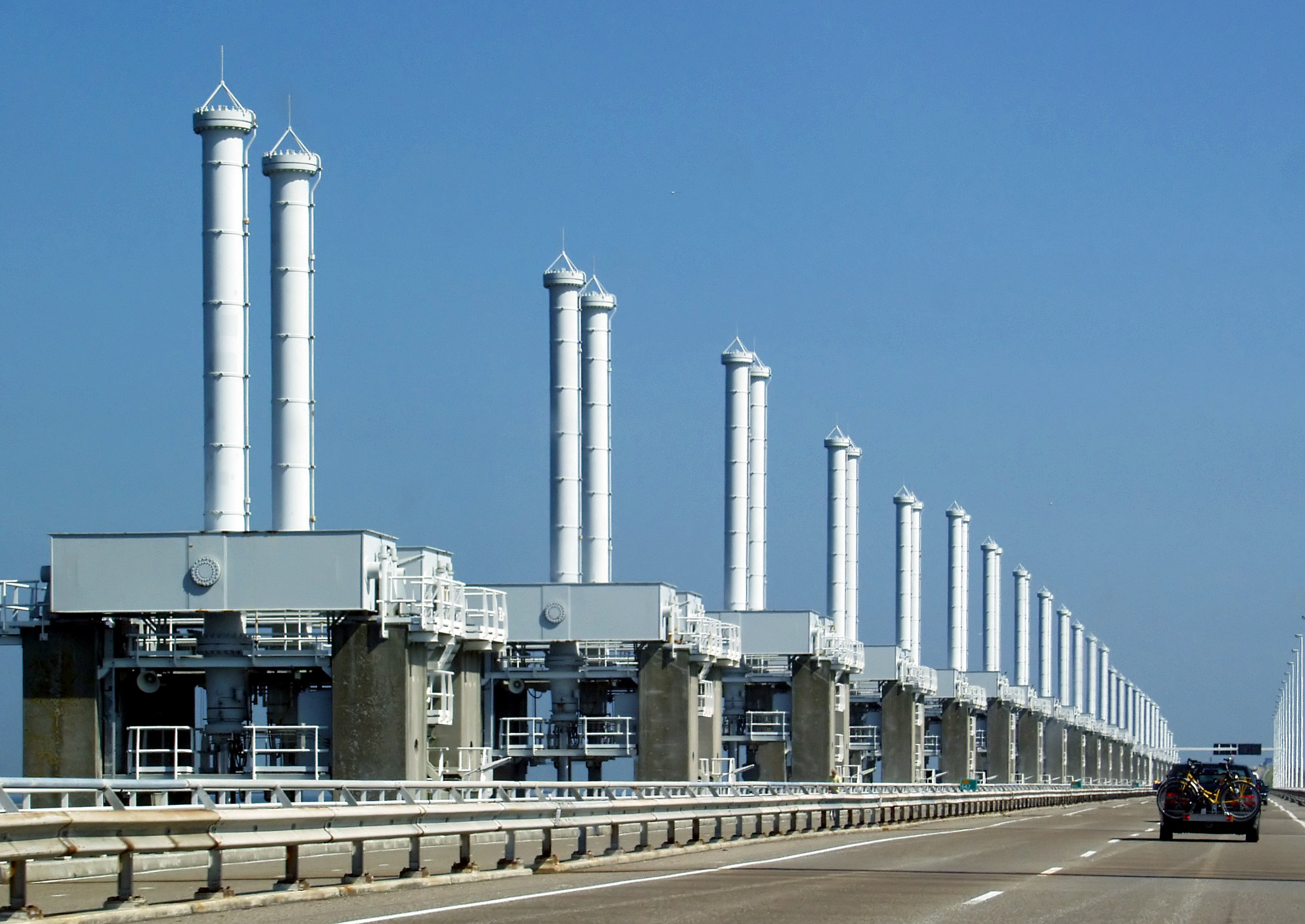
Остерсхелдекеринг, крупнейшая из 13 дамб проекта «Дельта»

Также изначально планировалось, что Восточная Шельда будет перекрыта от моря дамбой и превращена в пресноводное озеро, что привело бы к утере флоры и фауны, обитающей в солёной воде. Объединённые усилия защитников окружающей среды и рыбаков (в рукаве производился вылов устриц) привели к тому, что в план были внесены новые поправки. Вместо полной изоляции эстуария от моря была построена крупнейшая плотина проекта Остерсхелдекеринг, клапаны которой закрываются лишь при повышении уровня моря на 3 метра относительно среднего значения. При нормальных условиях эстуарий открыт и циркуляция солёной воды осуществляется приливными процессами. Связь Восточной Шельды с соседним рукавом Харингвлит будет перекрыта для уменьшения воздействия на него солёной воды. Также требуется строительство дополнительных дамб и шлюзов для обеспечения судоходства между Роттердамом и Антверпеном.

## Современное состояние
Работы были закончены в 1997 году завершением Масланткеринга и Хартелкеринга. Голландское правительство называет проект «Дельта» крупнейшим проектом по защите от наводнений. Масштаб проекта (2,4 тыс. км основных и 14 080 км вспомогательных дамб, а также более 300 строений) делает его одним из крупнейших инженерных проектов в мире.
Из-за глобальных климатический изменений и сопутствующего им повышения уровня моря дамбы потребуется достраивать в высоту и ширину. Необходимый уровень защиты и стоимость его обеспечения остаются постоянной темой для обсуждения. В настоящее время проводятся работы по укреплению дамб по берегам Восточной и Западной Шельды — была показана недостаточная прочность существующих лицевых стенок и необходимость их замены. Эти работы начались в 1996 году и по плану продолжатся до 2015 года. За этот период Министерство инфраструктуры и водного хозяйства Нидерландов произведёт укрепление 325 км дамб.

## Список сооружений

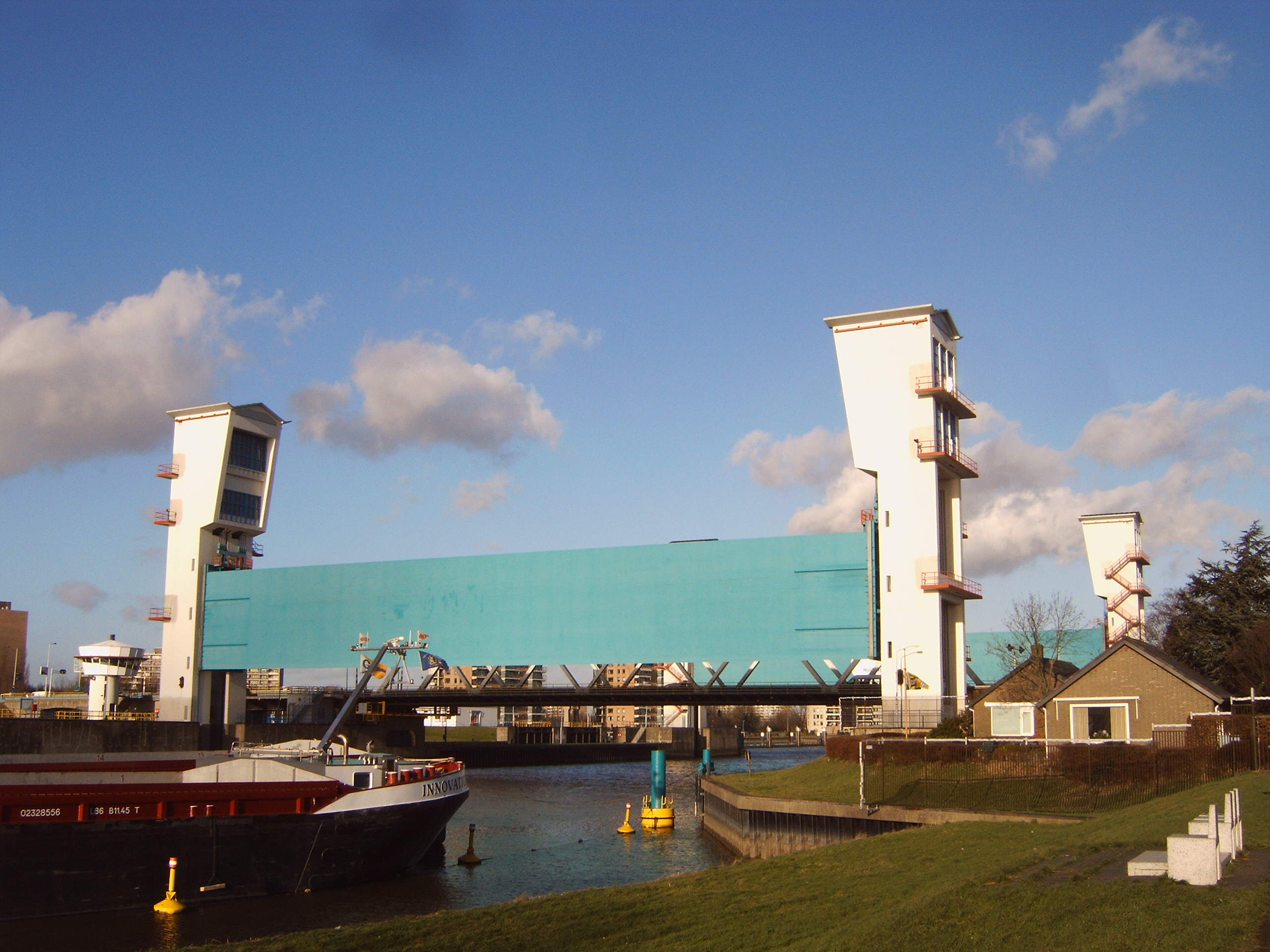
Штормовой барьер на Холландсе-Эйссел недалеко от Роттердама

Сооружения, построенные в рамках проекта, в хронологическом порядке:
- Брилсеггатдам (Brielsegatdam) — 1950
- Штормовой барьер на Холландсе-Эйссел (Stormvloedkering Hollandse IJssel) — 1958
- Зандкрекдам (Zandkreekdam) — 1960
- Версегатдам (Veersegatdam) — 1961
- Гревелингендам (Grevelingendam) — 1965
- Волкеракдам (Volkerakdam) — 1969
- Харингвлитские шлюзы (Haringvliet sluices) — 1971
- Броверсдам (Brouwersdam) — 1971
- Маркизатскаде (Markiezaatskade) — 1983
- Штормовой барьер Восточной Шельды (Oosterscheldekering) — 1986
- Остердам (Oesterdam) — 1987
- Филипсдам (Philipsdam) — 1987
- Спёйшлюз (Spuisluis) — 1987
- Хартелкеринг (Hartelkering) — 1997
- Масланткеринг (Maeslantkering) — 1997